# Ernst von Possart

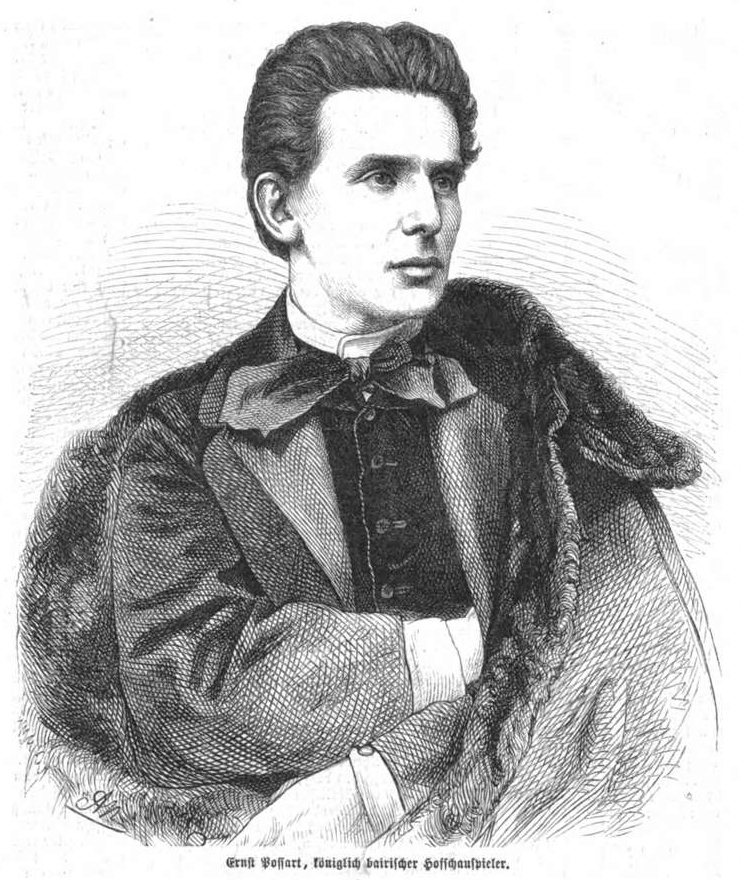
Ernst Heinrich Possart, 1867

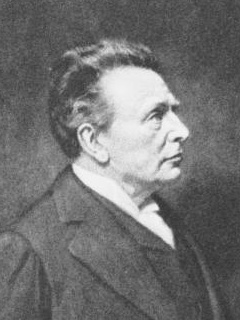
Ernst von Possart - Portrait de G. Papperitz, 1909

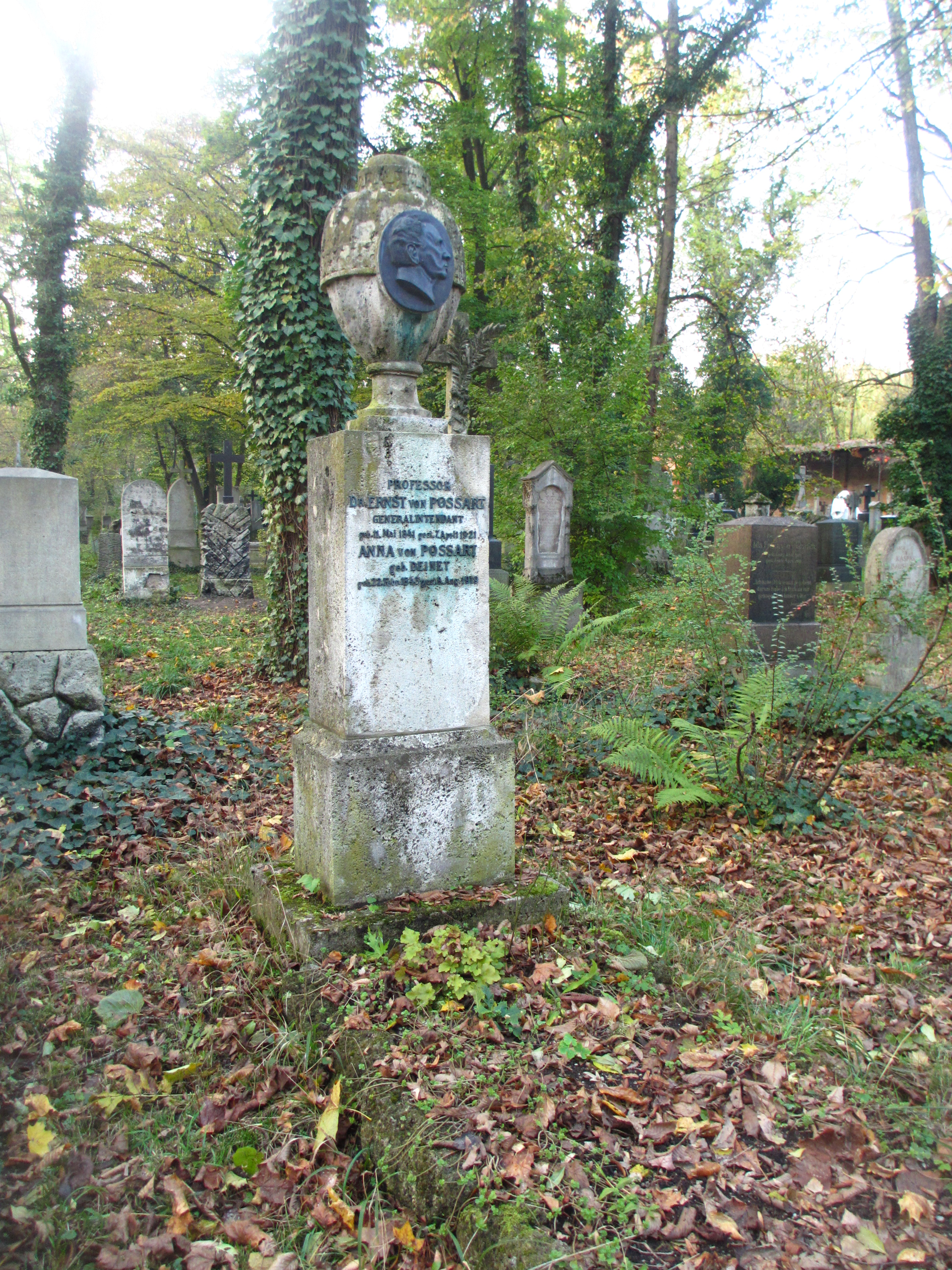
Tombe d'Ernst Possart dans Ancien cimetière du Sud de Munich

Ernst von Possart, né à Berlin le 11 mai 1841 et mort à Munich le 8 avril 1921 est un acteur et metteur en scène allemand.

## Biographie
Ernst von Possart est le fils du marchand berlinois Johann Christian Possart et de son épouse Wilhelmine Angelica Göhren. Son frère est le peintre et professeur Felix Possart.
Il termine un apprentissage de trois ans en tant que libraire. Il est ensuite l'élève de l'acteur berlinois William Kaiser. A vingt ans, en 1861, il fait ses débuts sur scène avec succès au théâtre Urania à Breslau dans le rôle de Siegfried de Mörner dans Le Prince de Hombourg d'Heinrich von Kleist. Il est engagé à Breslau où il commence, dès en 1861, avec les rôles secondaires. En 1863, à Berlin, il interprète déjà des rôles principaux. La même année, il est le remplaçant de Karl August Görner en tant que directeur du Stadttheater de Hambourg. En 1864, il entre au Théâtre national de cour de Munich où il brille dans le rôle de Franz Moor, dans Les Brigands de Schiller. 
Il rencontre la cantatrice Anna Deinet, qu'il épouse en 1868. Ils ont quatre enfants, dont Anna, plus tard connue comme chanteuse sous le pseudonyme d'Ernesta Delsarta, et Cornelia, qui fera une carrière de pianiste sous le nom de Riders-Possart. Ils divorcent en 1883. Il se remarie cinq ans plus tard à New York.
Familier du roi Louis II de Bavière, il est nommé, en 1877, directeur des théâtres royaux de Bavière. Il exerce également la fonction de professeur. De 1887 à 1892, il part en tournée aux États-Unis, en Allemagne, en Russie et aux Pays-Bas. De 1895 à 1905 il dirige  le Bayerische Hoftheater (Théâtre de cour de Bavière). Il élargit le répertoire en invitant des troupes extérieures.  En 1887, il apprend son licenciement de l'Association du Théâtre de Munich Cour. Il se rend en Amérique où il interprète, comme artiste invité ses rôles principaux. En 1888, il est nommé  directeur du théâtre Lessing de Berlin. 
En reconnaissance de ses activités et en raison des critiques positives dans la presse, il reçoit en 1897, du prince régent Luitpold, la croix de chevalier (Ritterkreuz) de l'Ordre du mérite civil de la Couronne de Bavière. Il sera élevé au grade de commandeur en 1903. Il est anobli et devient ainsi le Chevalier von Possart.
Il écrit un drame moderne Das Recht des Herzens, créé à la fin de 1898 à Cologne et au début de 1899 à Nuremberg. En 1897, il part en tournée avec Richard Strauss en tant que récitant du mélodrame Enoch Arden et en mars 1899 avec le drame de Strauss Das Schloß am Meer.
En 1901, il fonde le Prinzregententheater (Théâtre du Prince-Régent) avec l'architecte Max Littmann .
En 1904, il écrit une seconde œuvre théâtrale Vaterunser, qui connaît une adaptation musicale de Hugo Röhr et dont la première a lieu au Théâtre de cour de Munich. En 1905, à l'âge de 64 ans, Possart quitte la direction du théâtre, mais il continue à être très actif en tant que récitant. En 1907, il présente notamment les textes des opéras de Richard Wagner 1907 dans plusieurs villes d'Allemagne. Lorsque, en 1919, son épouse décède, il s'installe dans sa ville natale de Berlin. Il y meurt le 8 avril 1921, âgé de presque 80 ans. Sa tombe est visible dans l'ancien cimetière du Sud de Munich.

## Carrière
Possart est considéré comme l'un des responsables de théâtre les plus influents du XIXe siècle. Entre autres choses, il a joué un rôle dans la découverte et la promotion du célèbre acteur Josef Kainz. L'acteur Emil Rohde (1839-1913), qui est aussi un familier du roi Louis II, est un de ses meilleurs amis.
Aussi pour l'opéra et la vie musicale de son temps, Possart est une figure cruciale. Comme directeur général des théâtres de cour de Munich il  produit plusieurs opéras de Mozart et de Wagner au théâtre de cour de la Résidence de Munich en collaboration avec les chefs d'orchestre Hermann Levi et Richard Strauss. Il participe à la création  du Festival de Bayreuth avec Cosima Wagner.
Parmi ses rôles de prédilections, on trouve Nathan le Sage, Richard III, Gessler, Méphisto, Iago et Shylock. Il édite des versions allemandes du Roi Lear (1875), Le Marchand de Venise (1880), et Coriolan.
Ernst von Possart s'est illustré à plusieurs reprises comme récitant de mélodrames. En 1868, son interprétation dans le rôle-titre dans Manfred (de) de Robert Schumann est une étape importante dans sa carrière. Son style de récitation, très « fin de siècle », incite plusieurs compositeurs à écrire d'autres opéras ou mélodrames : Engelbert Humperdinck (Königskinder, 1897) ou Max von Schillings (Das Hexenlied, 1902).